# Alex Capus
Pour les articles homonymes, voir Capus.
Alex Capus, né à Mortagne-au-Perche le 23 juillet 1961, est un journaliste et romancier franco-suisse de langue allemande.

## Biographie
Fils d'un psychologue parisien et d'une institutrice suisse, il vit ses premières années à Paris, dans l’appartement de son grand-père, collaborateur scientifique à la police judiciaire au Quai des Orfèvres.
Il déménage en Suisse avec sa mère en 1967 et y suit des études en histoire, philosophie et anthropologie à l'université de Bâle avant de s’orienter vers le journalisme. En 1997, il publie son premier roman Munzinger Pascha qui raconte l'histoire de l'explorateur suisse Werner Munzinger (1832-1875), ouvrage qui sera suivi par de nombreux contes et romans. Son roman Léon et Louise, se voit couronné du Prix des auditeurs de la RTS en 2013
Alex Capus vit aujourd'hui à Olten, en Suisse.

## Œuvre
- (de) Diese verfluchte Schwerkraft, 1994
- (de) Munzinger Pascha, 1997
- (de) Eigermönchundjungfrau, 1998
- (de) Mein Studium ferner Welten, 2001
- (de) Fast ein bisschen Frühling, 2002 (trad. Leïla Pellissier, sous le titre Un avant-goût de printemps, Paris, Autrement, 2007)
- (de) Glaubst du, dass es Liebe war?, 2003
- (de) 13 wahre Geschichten, 2004 (trad. Monique Baud, sous le titre Treize histoires vraies, Bière, Cabédita, 2022)
- (de) Reisen im Licht der Sterne, 2005 (trad. Emanuel Güntzburger, sous le titre Voyageur sous les étoiles, Arles, Actes Sud, 2017)
- (de) Patriarchen. Zehn Portraits (2006) (trad. Monique Baud, sous le titre Aventuriers Dix portraits d'industriels suisses, Bière, Cabedita, 2021)
- (de) Eine Frage der Zeit. Roman, 2007
- (de) Himmelsstürmer. Zwölf Portraits, 2008 (trad. Monique Baud, sous le titre Du rêve à l'audace Douze destins suisses d'exception, Bière, Cabedita, 2022)
- (de) Der König von Olten, 2009 (trad. Anne Cuneo, sous le titre Le roi d’Olten, illustrations Jean Binz, Orbe, Bernard Campiche Éditeur, 2011)
- (de) Léon und Louise, 2011 (trad. Emanuel Güntzburger, sous le titre Léon et Louise, Arles, Actes Sud, 2012)
- (de) Der Fälscher, die Spionin und der Bombenbauer, 2013 (trad. Emanuel Güntzburger, sous le titre Le Faussaire, l’espionne et le faiseur de bombes, Arles, Actes Sud, 2015)
- (de) Das Leben ist gut, 2016 (trad. Emanuel Güntzburger, sous le titre Au Sevilla Bar, Arles, Actes Sud, 2019)
- (de) Susanna (roman), Munich, Carl Hanser Verlag, 2022, 288 p. (ISBN 978-3446273962)[4]

## À propos de quelques livres
- Le Faussaire, l’espionne et le faiseur de bombes entremêle et décrit les trajectoires de trois personnages historiques: le peintre et dessinateur suisse Émile Gilliéron (1885-1939), Laura D'Oriano (it) (1911-1943) et le physicien suisse Félix Bloch (1905-1983).
- Reisen im Licht der Sterne (Voyageur sous les étoiles) émet l'hypothèse que l'écrivain Robert Louis Stevenson aurait trouvé le trésor de Lima sur une petite île près des Îles Samoa où il résidait à la fin de sa vie[5].